# Prima Lega 1972-1973 (calcio)
La Prima Lega 1972-1973, campionato svizzero di terza serie, si concluse con la vittoria del Nordstern di Basilea.

## Regolamento
Scopo del torneo è quello di ottenere due promozioni e sei retrocessioni.
Torneo svolto in due fasi: la prima fase vede le 39 squadre partecipanti suddivise, con criterio regionale, in tre gironi composti da 13 squadre ciascuno, in cui le prime due classificate di ogni girone, si affrontano nella fase finale, in un minitorneo a sei, per stabilire le due squadre promosse in Lega Nazionale B. Le ultime due squadre di ciascun girone vengono retrocesse direttamente in Seconda Lega. La fase finale vede incontri ad eliminazione diretta il primo turno, dalla quale si qualificano le tre quadre che si incontrano in un mini torneo a tre.

## Girone ovest

### Classifica finale
|  | Pos. | Squadra                   | Pt | G  | V  | N | P  | GF | GS | DR  |
|  | ---- | ------------------------- | -- | -- | -- | - | -- | -- | -- | --- |
|  | 1.   | Monthey                   | 33 | 24 | 13 | 7 | 4  | 48 | 21 | +27 |
|  | 2.   | Dürrenast                 | 30 | 24 | 11 | 8 | 5  | 43 | 31 | +12 |
|  | 3.   | Raron                     | 27 | 24 | 11 | 5 | 8  | 42 | 36 | +6  |
|  | 4.   | Stade Nyonnais            | 26 | 24 | 11 | 4 | 9  | 43 | 31 | +12 |
|  | 5.   | Le Locle-Sports           | 25 | 24 | 9  | 7 | 8  | 43 | 38 | +5  |
|  | 6.   | Yverdon                   | 25 | 24 | 10 | 5 | 9  | 35 | 38 | -3  |
|  | 7.   | Meyrin                    | 25 | 24 | 9  | 7 | 8  | 26 | 33 | -7  |
|  | 8.   | Central Friburgo          | 24 | 24 | 10 | 4 | 10 | 45 | 43 | +2  |
|  | 9.   | Thun                      | 24 | 24 | 10 | 4 | 10 | 35 | 46 | -11 |
|  | 10.  | Urania Ginevra            | 23 | 24 | 7  | 9 | 8  | 34 | 37 | -3  |
|  | 11.  | ASI Audax-Friul Neuchâtel | 20 | 24 | 8  | 4 | 12 | 35 | 41 | -6  |
|  | 12.  | Fontainemelon             | 16 | 24 | 5  | 6 | 13 | 33 | 47 | -14 |
|  | 13.  | Renens                    | 14 | 24 | 3  | 8 | 13 | 27 | 47 | -20 |

Legenda:

      Ammessa alla fase finale per la promozione in Lega Nazionale B 1973-1974.

      Retrocessa in Seconda Lega 1973-1974.

Note:
Due punti a vittoria, uno a pareggio, zero a sconfitta.

## Girone centrale

### Classifica finale
|  | Pos. | Squadra           | Pt | G  | V  | N  | P  | GF | GS | DR  |
|  | ---- | ----------------- | -- | -- | -- | -- | -- | -- | -- | --- |
|  | 1.   | Nordstern         | 35 | 24 | 16 | 3  | 5  | 44 | 22 | +22 |
|  | 2.   | Delémont          | 30 | 24 | 13 | 4  | 7  | 41 | 29 | +12 |
|  | 3.   | Kriens            | 29 | 24 | 11 | 7  | 6  | 46 | 32 | +14 |
|  | 4.   | Soletta           | 27 | 24 | 8  | 11 | 5  | 39 | 33 | +6  |
|  | 5.   | Berna             | 25 | 24 | 8  | 9  | 7  | 47 | 47 | +0  |
|  | 6.   | Baden             | 24 | 24 | 9  | 6  | 9  | 31 | 35 | -4  |
|  | 7.   | Porrentruy        | 24 | 24 | 9  | 6  | 9  | 29 | 34 | -5  |
|  | 8.   | Moutier           | 23 | 24 | 7  | 9  | 8  | 46 | 39 | +7  |
|  | 9.   | Emmenbrücke       | 22 | 24 | 9  | 4  | 11 | 42 | 40 | +2  |
|  | 10.  | Laufen            | 22 | 24 | 8  | 6  | 10 | 37 | 40 | -3  |
|  | 11.  | Concordia Basilea | 18 | 24 | 7  | 4  | 13 | 37 | 52 | -15 |
|  | 12.  | Turgi             | 18 | 24 | 5  | 8  | 11 | 27 | 43 | -16 |
|  | 13.  | Breite Basilea    | 15 | 24 | 5  | 5  | 14 | 33 | 53 | -20 |

Legenda:

      Ammessa alla fase finale per la promozione in Lega Nazionale B 1973-1974.

      Retrocessa in Seconda Lega 1973-1974.

Note:
Due punti a vittoria, uno a pareggio, zero a sconfitta.

## Spareggio per il dodicesimo posto
In seguito alla situazione di paritá, si ricorre ad uno spareggio per stabilire la squadra retrocessa.
| 3 giugno 1973 | Concordia Basilea | 2 - 2(d.t.s.) | Turgi | Soletta |
| 3 giugno 1973 |                   |               |       | Soletta |

## Girone est

### Classifica finale
|  | Pos. | Squadra            | Pt | G  | V  | N  | P  | GF | GS | DR  |
|  | ---- | ------------------ | -- | -- | -- | -- | -- | -- | -- | --- |
|  | 1.   | Tössfeld           | 34 | 24 | 13 | 8  | 3  | 45 | 22 | +23 |
|  | 2.   | Zugo               | 29 | 24 | 11 | 6  | 7  | 39 | 33 | +6  |
|  | 3.   | Locarno            | 27 | 24 | 9  | 9  | 6  | 41 | 27 | +14 |
|  | 4.   | Blue Stars Zurigo  | 26 | 24 | 9  | 8  | 7  | 34 | 22 | +12 |
|  | 5.   | Uzwil              | 25 | 24 | 9  | 7  | 8  | 36 | 39 | -3  |
|  | 6.   | Gossau             | 24 | 24 | 9  | 6  | 9  | 35 | 34 | +1  |
|  | 7.   | Red Star Zurigo    | 22 | 24 | 7  | 8  | 9  | 28 | 28 | +0  |
|  | 8.   | Giubiasco          | 22 | 24 | 6  | 10 | 8  | 21 | 28 | -7  |
|  | 9.   | Frauenfeld         | 22 | 24 | 7  | 8  | 9  | 32 | 40 | -8  |
|  | 10.  | Chur               | 21 | 24 | 6  | 9  | 9  | 27 | 36 | -9  |
|  | 11.  | Rapid Lugano       | 21 | 24 | 7  | 7  | 10 | 30 | 41 | -11 |
|  | 12.  | Vaduz              | 20 | 24 | 7  | 6  | 11 | 38 | 44 | -6  |
|  | 13.  | Gambarogno-Contone | 19 | 24 | 6  | 7  | 11 | 31 | 43 | -12 |

Legenda:

      Ammessa alla fase finale per la promozione in Lega Nazionale B 1973-1974.

      Retrocessa in Seconda Lega 1973-1974.

Note:
Due punti a vittoria, uno a pareggio, zero a sconfitta.

## Fase Finale
La fase finale stabilisce le due squadre promosse in Lega Nazionale B.

### Primo turno
3 e 10 giugno 1973
| Monthey | 0 - 1 e 1 - 3 | Delémont |

| Nordstern | 3 - 3 e 6 - 0 | Zugo |

| Tössfeld | 5 - 1 e 1 - 3 | Dürrenast |

### Secondo turno
Le tre quadre qualificate s'incontrano in un mini torneo a tre con partite di solo andata.

### Classifica finale
| Squadra   | P.ti | G | V | N | P | GF | GS | DR |
| --------- | ---- | - | - | - | - | -- | -- | -- |
| Nordstern | 2    | 2 | 1 | 0 | 1 | 2  | 1  | +1 |
| Tössfeld  | 2    | 2 | 1 | 0 | 1 | 3  | 2  | +1 |
| Delémont  | 2    | 2 | 1 | 0 | 1 | 1  | 3  | -2 |

#### Risultati
17 giugno 1973
| Nordstern | 2 - 0 | Tössfeld |

24 giugno 1973
| Delémont | 1 - 0 | Nordstern |

1 luglio 1973
| Tössfeld | 3 - 0 | Delémont |

## Verdetti Finali
- Nordstern di Basilea vincitore del torneo.
- Nordstern di Basilea e FC Tössfeld promosse in Lega Nazionale B
- FC Fontainemelon, FC Renens, FC Turgi, Breite di Basilea, FC Vaduz e US Gambarogno retrocesse in Seconda Lega.